# Marcus Raboy
Marcus Raboy é um diretor de filmes e clipes dos EUA. Já produziu clipes de vários artistas.